# Lazy pod Makytou
Lazy pod Makytou (em húngaro: Láz; alemão: Laaz) é um município da Eslováquia, situado no distrito de Púchov, na região de Trenčín. Tem 49,86 km² de área e sua população em 2018 foi estimada em 1.210 habitantes.

## Demografia
| Ano:        | 1994 | 2004   | 2014    | 2024   |
| ----------- | ---- | ------ | ------- | ------ |
| Broj ljudi: | 1455 | 1404   | 1250    | 1224   |
| Razlika:    |      | -3,50% | -10,96% | -2,08% |

| Ano:               | 2023 | 2024   |
| ------------------ | ---- | ------ |
| Número de pessoas: | 1217 | 1224   |
| Diferença:         |      | +0,57% |